# Xenylla octooculata
Xenylla octooculata är en urinsektsart som beskrevs av Carpenter 1928. Xenylla octooculata ingår i släktet Xenylla och familjen Hypogastruridae. Inga underarter finns listade i Catalogue of Life.